# بول ليبرشتاين
بول بيفان ليبرشتاين (من مواليد 22 فبراير 1967) هو ممثل وكاتب سيناريو ومخرج تلفزيوني ومنتج تلفزيوني أمريكي. وحائز علىجائزة الإيمي برايم تايم، اشتهر بأنه كاتب، ومنتج تنفيذي، وكعضو مساعد في فريق التمثيل في المسلسل الكوميدي المكتب.

## حياته الشخصية
سوزان شقيقة ليبرشتاين هي رئيسة البرمجة في يوتيوب بريميم، وهي متزوجة من كاتب السيناريو والمنتج جريج دانييلز.  شقيقه وارن ليبرشتاين كان متزوجًا من زميلته أنجيلا كينزي.
تزوج ليبرشتاين للمرة الثانية من جانين سيرافين بوريبا، في 19 يوليو 2008، في مطعم باتري جاردنز بمدينة نيويورك.  يقيمون في حي برينتوود في لوس أنجلوس، كاليفورنيا.

## فيلموغرافيا

### التمثيل
| سنة       | لقب                                | دور              | ملاحظات                         |
| --------- | ---------------------------------- | ---------------- | ------------------------------- |
| 2005-2013 | المكتب                             | توبي فليندرسون   | 141 حلقة                        |
| 2008      | المكتب: الانفجار                   | توبي فليندرسون   | 2 حلقة                          |
| 2009      | المكتب: ابتزاز                     | توبي فليندرسون   | الحلقة "يوم الدفع"              |
| 2009      | البضائع: عش صعبًا ، قم بالبيع الصعب | آخر عميل Selleck |                                 |
| 2014      | مدرس سيء                           | المقيم           | الحلقة "يوم التقييم"            |
| 2014      | غرفة الاخبار                       | ريتشارد ويستبروك | 2 حلقة                          |
| 2016      | العمل الجماعي                      | جريج             | الحلقة "Geri-ina"               |
| 2016      | مشروع ميندي                        | عناق سبوت مان    | الحلقة "ميندي لاهيري هي DTF"    |
| 2017      | شعب الأرض                          | مخمن             | 5 حلقات                         |
| 2018      | أغنية الظهر والرقبة                | فريد             | أيضا المخرج والكاتب والمنتج     |
| 2019      | الاستراحة الكبيرة                  | تيد              | فيلم قصير                       |
| 2019      | أعلى الجرف الفردي                  | إيفان كالدويل    | مرحلة ما بعد الإنتاج؛ فيلم قصير |

### الأخراج
| سنة       | لقب                 | ملاحظات               |
| --------- | ------------------- | --------------------- |
| 2007-2014 | المكتب              | 7 حلقات               |
| 2013-2014 | مشروع ميندي         | 3 حلقات               |
| 2014      | غرفة الاخبار        | الحلقة "يا شيناندواه" |
| 2018      | أغنية الظهر والرقبة | أيضا كاتب ومنتج       |

### الكتابة
| سنة       | لقب                 | ملاحظات                             |
| --------- | ------------------- | ----------------------------------- |
| 1992      | كلاريسا تشرح كل شيء | الحلقة "الرئيس فيرغسون"             |
| 1994      | علم غريب            | 3 حلقات                             |
| 1995-1996 | الحقيقة العارية     | 3 حلقات                             |
| 1997-2000 | ملك التل            | 12 حلقة                             |
| 2000-2001 | عرض درو كاري        | 3 حلقات                             |
| 2002      | جريج الأرنب         | الحلقة "Greg Gets Puppish"          |
| 2002-2003 | عرض بيرني ماك       | 2 حلقة                              |
| 2003      | ميت مثلى            | الحلقة "سارق الدراجة"               |
| 2005-2013 | المكتب              | 16 حلقة                             |
| 2006      | المكتب: المحاسبون   | 10 حلقات                            |
| 2018      | أغنية الظهر والرقبة | أيضا المخرج والمنتج                 |
| 2018      | شبح                 | الحلقة "السلك"                      |
| 2020      | قوة الفضاء          | الحلقة "من الجيد أن أعود إلى القمر" |

### الإنتاج
| سنة       | لقب                 | ملاحظات             |
| --------- | ------------------- | ------------------- |
| 1998-2000 | ملك التل            | 50 حلقة             |
| 2000-2001 | عرض درو كاري        | 27 حلقة             |
| 2002      | جريج الأرنب         | 2 حلقة              |
| 2002-2003 | عرض بيرني ماك       | 22 حلقة             |
| 2005-2013 | المكتب              | 166 حلقة            |
| 2014      | غرفة الاخبار        | 6 حلقات             |
| 2018      | أغنية الظهر والرقبة | أيضا المخرج والكاتب |
| 2018      | شبح                 | 6 حلقات             |
| 2020      | قوة الفضاء          | 4 حلقات             |